# Coelichneumon lisae
Coelichneumon lisae là một loài tò vò trong họ Ichneumonidae.